# Cantone di Vichy-1
Il Cantone di Vichy-1 è una divisione amministrativa dell'arrondissement di Vichy.
Deriva della ridefinizione del cantone di Vichy-Nord a seguito della riforma approvata con decreto del 27 febbraio 2014, che ha avuto attuazione dopo le elezioni dipartimentali del 2015.

## Composizione
Fino al 2014, come cantone di Vichy-Nord, comprendeva solo la parte settentrionale della città di Vichy.
Dal 2015 comprende la parte settentrionale della città di Vichy e i 3 comuni di:
- Charmeil
- Saint-Germain-des-Fossés
- Saint-Rémy-en-Rollat